# Liste de constructeurs ferroviaires

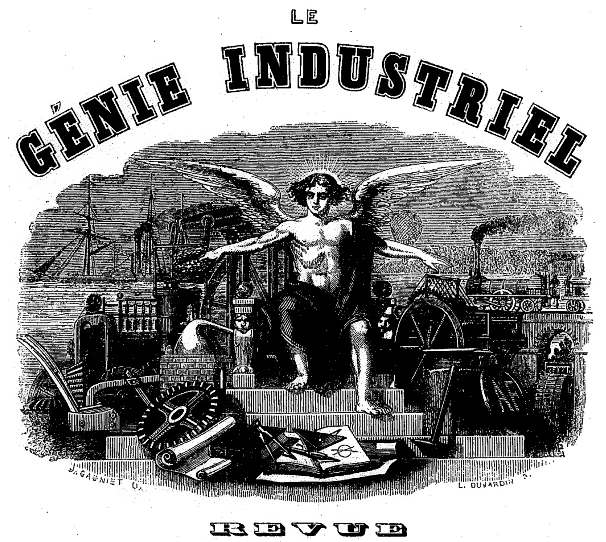

Cet article dresse la liste de constructeurs ferroviaires faisant l'objet d'une page Wikipedia.

## Entreprises en activité
CRRC Corporation Limited, fruit de la fusion en 2015 de CSR Corporation Limited et China CNR Corporation Limited, est le plus grand fabricant de matériel roulant au monde quant au chiffre d'affaires, loin devant ses principaux concurrents occidentaux Alstom et Siemens.

### Constructeurs
Classés par ordre alphabétique :
- Alstom (France)
- Ansaldo Breda (Italie) (devenu Hitachi Rail Italy)
- Bombardier (Canada) (racheté par Alstom)
- Cital (Algérie)
- Compagnie de chemins de fer départementaux (France)
- Construcciones y Auxiliar de Ferrocarriles - CAF (Espagne)
- Corifer (Italie)
- CRRC Corporation Limited (Chine)
- Colas Rail (France)
- Delachaux (France), (signalisation ferroviaire)
- Electro-Motive Diesel (États-Unis)
- ETF (entreprise) (Infrastructures ferroviaires)
- Fablok (Pologne)
- Faiveley SA (France) (racheté par Wabtec)
- Ferrovial (Algérie)
- Firema (Italie)
- Groupement TREVI (Italie)
- General Electric (États-Unis)
- Hitachi Rail (Japon)
- Hyundai Rotem (Corée du Sud)
- Intamin (Liechtenstein)
- J-TREC (Japon)
- Kawasaki Heavy Industries (Japon)
- Kinki Sharyo (Japon)
- Krauss-Maffei (Allemagne)
- Lohr (France)
- Fiat-Materfer (Argentine)
- Mitsubishi Heavy Industries (Japon)
- Niigata Transys (Japon)
- Nippon Sharyo (Japon)
- Siemens Mobility (Allemagne)
- Škoda Transportation, (Tchéquie)
- Socofer (France)
- Stadler Rail (Suisse)
- Talgo (Espagne)
- Toshiba (Japon)
- Transmashholding (Russie)
- TSO (France), (infrastructures ferroviaires)
- Usine de locomotives électriques Kim Jong-tae (Corée du Nord)
- Vossloh (Allemagne)
- Wagon Pars (Iran)

## Constructeurs «historiques» disparus
Classés par pays et par ordre alphabétique.

### Allemagne
- Adtranz
- AG Vulcan Stettin
- Bahnbedarf AG
- Borsig
- De Dietrich Ferroviaire
- Elsaessische Maschinenbau-Gesellschaft Grafenstaden
- Henschel & Sohn (Allemagne)
- Lokomotivfabrik Hohenzollern
- Lokomotivbau Karl Marx
- Neumeyer
- Orenstein & Koppel
- Schwartzkopff
- Waggon- und Maschinenbau GmbH Donauwörth
- Waggonfabrik frères Gastell

### Belgique
- Ateliers de la Meuse
- Ateliers de construction de La Meuse
- La Brugeoise et Nivelles
- Cockerill-Sambre
- Forges Usines et Fonderies Haine-Saint-Pierre
- Forges de Clabecq
- Société de Saint-Léonard[2]
- Ateliers Métallurgiques de Tubize

### Canada
- Urban Transportation Development Corporation

### Danemark
- Frichs

### Espagne
- La Maquinista Terrestre y Maritima
- Material y Construcciones S.A.

### États-Unis
- American Locomotive Company
- Baldwin Locomotive Works
- Lima Locomotive Works
- Manchester Locomotive Works
- Plymouth Locomotive Works
- St. Louis Car Company
- Standard Steel Car Company

### France
- Arbel, rachat par Titagarh AFR
- Anjubault
- Ateliers de construction du Nord de la France (ANF) (actuellement Bombardier Transport France, rachat par Alstom en 2021)
- Baume & Marpent/Aciéries et Ateliers de Constructions de Marpent/H. K. Porter France SA Usines de Marpent
- Compagnie générale de Construction de locomotives (Batignolles-Châtillon) (rachat par Spie)
- Billard (rachat par Socofer)
- Blanc-Misseron (actuellement Bombardier Transport France, rachat par Alstom en 2021)
- Brissonneau et Lotz (rachat par Alstom en 1972)
- Bugatti (autorails)
- Campagne (ferme en 1983)
- Carel Fouché (rachat par Alstom en 1987)
- Compagnie Électro-Mécanique (CEM) (rachat par Alstom en 1983)
- Compagnie des forges et aciéries de la Marine et d'Homécourt (rachat par Creusot-Loire en 1970)
- Constructions électriques de France (CEF) (fusion avec Alstom en 1932)
- Compagnie française de matériel de chemin de fer (CFMCF)
- Corpet-Louvet
- De Dietrich Ferroviaire (rachat par Alstom en 1995, puis par le constructeur CAF en 2022)
- De Dion-Bouton
- Entreprises Industrielles Charentaises (EIC) (rachat par Alstom en 1972)
- Ernest Goüin et Cie (fusion avec SPIE en 1968)
- Fauvert Girel, rachat par Titagarh AFR
- Franco-Belge (rachat par Alstom en 1982)
- Fives-Lille (France) (devenu le groupe d'ingénierie Fives)
- Gaston Moyse
- Hallette
- Matra Transport (racheté par Siemens)
- Matériel de traction électrique
- Marius Patay
- Michelin avec les Michelines (autorails sur pneumatiques)
- Pétolat Père & fils
- Piguet
- Pinguely
- Société anonyme des usines Renault (SAUR) - Autorails
- Léon Serpollet
- Usines et Acieries de Sambre et Meuse (UASM), rachat par Titagarh AFR
- SEMT Pielstick (France)
- Société Alsacienne de Constructions Mécaniques (SACM)
- Société de construction des Batignolles
- Société d'électricité Alioth
- Société française de constructions mécaniques
- Soulé

### Italie
- AnsaldoBreda (rachat par Hitachi Rail Italy en 2015)
- Breda Costruzioni Ferroviarie
- Casaralta
- Groupe Ernesto Breda
- Fiat Ferroviaria (rachat par Alstom en 2000)
- Firema
- Officine di Cittadella
- Officine Fiore
- Officine Meccaniche Casertane
- Officine Meccaniche della Stanga
- Sofer SpA
- Tecnomasio (actuellement Bombardier Transportation Italy, rachat par Alstom en 2021)

### Royaume-Uni
- Beyer-Peacock
- North-British locomotive company limited (Grande-Bretagne)
- Sharp-Stewart

### Suède
- ASEA
- Nohab

### Suisse
- Brown, Boveri & Cie Baden
- Schweizerische Industrie Gesellschaft à Neuhausen
- Société suisse de construction de locomotives et de machines (à Winterthour)
- Schindler wagon (à Pratteln et Altenrhein)
- Vevey
- Von Roll
- Schweizerische Wagons- und Aufzügefabrik AG Schlieren-Zürich (de)